# Breviari d'Alaric

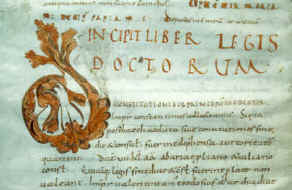
Còpia manuscrita del Breviari d'Alaric conservat a la Universitat de Clermont-Ferrand, segle X

El Breviari d'Alaric (Breviarium Alaricianum) és un codi de lleis visigot que fou vigent al Regne de Toledo.
Alaric II elaborà el 506 el codi de lleis que anava dirigit als seus súbdits romans. El Codi es va redactar en llatí per juristes romans i substituí al Codi Teodosià. Va ser signat pel rei el 2 o 3 de febrer del 506. El seu únic annex conegut és la llei de Teudis del 546 sobre costos dels litigis.
El Codi és conegut també per Leges s. species juris Theodosianis et diversis libris electae; Liber juris; Liber legum; Lex Romana Visigothorum; Autorictas Alariciregis; Com monitorum; i Breviarium Aniani (per creure's redacció pel canceller Anià, cosa inexacta).
El Codi va ser redactat per una comissió de cinc personatges (bisbes i magnats romans) dirigits pel comes palattii Goiaric, qui va fer la compilació de les lleis romanes (amb una interpretació que potser reflectia el punt de vista germànic) i en una assemblea (Conventus) reunida a Aire (Gascunya) en presència del rei, els nobles i els bisbes, es va presentar el projecte que va ser aprovat i promulgat pel rei, prohibint-se als romans al·legar altres lleis.
Un exemplar del Breviari es va enviar a cada comte visigot, i l'original es va arxivar a Tolosa (506).
Comprenia setze llibres del Codi Teodosià, les Novel·les dels Emperadors Teodosi el gran, Marcià, Majorià i Sever III (Libi Sever); la Instituta de Gai; els cinc llibres de sentències de Paulus; tretze lleis dels títols 1r, 2n, 3r, 4t, 6é i 13é del Codi Gregorià; tres lleis d'Hermogenià; i un fragment de les Respostes de Papinià. Les lleis i novel·les imperials eren lleis pròpies i l'altres era ius (dret, però en l'accepció comuna d'"usos").
El Breviari constava de set llibres dividits en títols i lleis amb el seu interpretatio.